# تپه کور کلان
تپه کور کلان مربوط به دوره ساسانیان است و در شهرستان قزوین، روستای رازمیان واقع شده و این اثر در تاریخ ۲۵ اسفند ۱۳۷۹ با شمارهٔ ثبت ۳۱۲۶ به‌عنوان یکی از آثار ملی ایران به ثبت رسیده است.